# Halieutichthys
Halieutichthys es un género de peces de la familia Ogcocephalidae.

## Especies
- Halieutichthys aculeatus (Mitchill, 1818)
- Halieutichthys bispinosus (Ho, Chakrabarty & Sparks, 2010)
- Halieutichthys intermedius (Ho, Chakrabarty & Sparks, 2010)